# Sterilt rum
Sterilt rum eller Sterilrum är ett renrum för kontroll och styrning av mikroorganismer. Rummet är egentligen inte sterilt, utan använd för tillverkning och (eller) hantering vid aseptisk tillverkning. Kan finnas bland annat på laboratorium.